# Titularbistum Demetrias
Demetrias (ital.: Demetriade) ist ein Titularbistum der römisch-katholischen Kirche.
Es geht zurück auf einen untergegangenen Bischofssitz in der gleichnamigen antiken Stadt in Thessalien im heutigen Griechenland, das der Kirchenprovinz Larisa zugeordnet war.
| Titularbischöfe von Demetrias |                                  |                                                                   |                   |                   |
| Nr.                           | Name                             | Amt                                                               | von               | bis               |
| 1                             | Pierre-Marie-David Le Cadre SSCC | Apostolischer Vikar der Marquesas-Inseln (Französisch-Polynesien) | 5. Januar 1921    | 21. November 1952 |
| 2                             | Francis Arthur Carvalho          | Weihbischof in Madras und Mylapore (Indien)                       | 13. Dezember 1952 | 2. August 1979    |